# Vòm nhiệt

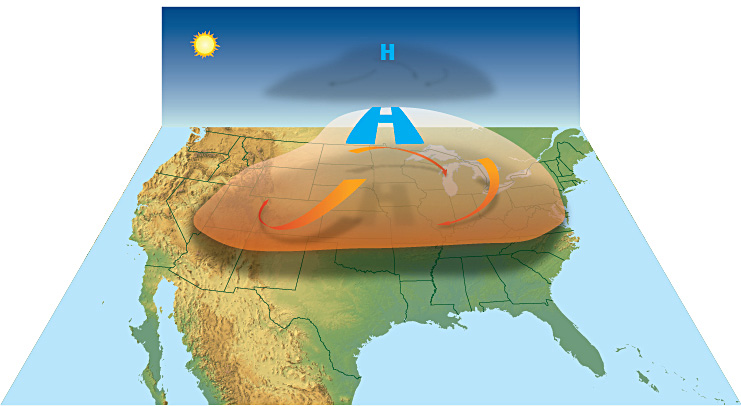
Mô phỏng vòm nhiệt bằng tiếng Anh

Vòm nhiệt (Heat dome) là hiện tượng đợt nóng xuất hiện ra khi một vùng áp suất cao kéo dài hình thành phía trên khu vực nhất định và không di chuyển trong vòng một tuần trở lên. Đây là một hiện tượng thời tiết giữ nhiệt độ lại ở một khu vực và ngăn các hệ thống thời tiết khác di chuyển đến. Vòm nhiệt xảy ra khi điều kiện khí quyển áp suất cao kết hợp với ảnh hưởng của La Niña. Vòm nhiệt khiến nhiệt bị giữ lại bên trong nó. Các kiểu thời tiết không khí phía trên di chuyển chậm, được các nhà khí tượng học gọi là khối Omega. Áp suất cao dẫn đến thời tiết đẹp với bầu trời nhiều nắng và ít mây, nó khiến không khí bị dìm xuống bên dưới, khi không khí chìm xuống, nó sẽ nóng lên khiến nhiệt độ tăng lên. Đây là một hiện tượng thời tiết gây khó chịu và nguy hiểm.
Thời tiết mùa hè thường gắn liền những đợt sóng nhiệt gay gắt được gọi là vòm nhiệt. Đây là một hình thái thời tiết nguy hiểm đối với sức khoẻ của con người vì những điều kiện thời tiết trên có thể gây chết người. Các nhà dự báo thời tiết cho biết, chỉ số nhiệt cơ thể cảm nhận kết hợp với mức độ ẩm tương đương với gió mùa đông có thể gây nên nhiều tình trạng nguy hiểm, tăng nguy cơ kiệt sức vì nóng, say nắng, và thậm chí là tử vong. Nền nhiệt đạt đỉnh kết hợp độ ẩm tăng cao gây tình trạng nguy hiểm. Độ ẩm cao làm chậm quá trình bốc hơi, hay đổ mồ hôi, được biết đến như một cơ chế tự động làm mát của cơ thể. Biện pháp chính là giữ mát, uống nhiều nước, mặc quần áo thoáng mát và hạn chế các hoạt động ngoài trời dùng sức, đồng thời cơ quan này cho biết thêm người già, trẻ nhỏ, người mắc bệnh mãn tính và những người không được sử dụng điều hòa nhiệt độ vốn là những đối tượng dễ bị tổn thương nhất trước một đợt nắng nóng đỉnh điểm. Trong tháng 5 năm 2023, Việt Nam ghi nhận kỷ lục về nắng nóng nhất trong lịch sử được cảnh báo là do vòm nhiệt là biến đổi khí hậu gây nên